# Розињано Монферато
Розињано Монферато (итал. Rosignano Monferrato) је насеље у Италији у округу Алесандрија, региону Пијемонт.
Према процени из 2011. у насељу је живело 400 становника. Насеље се налази на надморској висини од 277 м.

## Становништво
| 1931. | 1936. | 1951. | 1961. | 1971. | 1981. | 1991. | 2001. | 2011. |
| ----- | ----- | ----- | ----- | ----- | ----- | ----- | ----- | ----- |
| 3.086 | 2.964 | 2.650 | 2.239 | 1.785 | 1.579 | 1.594 | 1.650 | 1.641 |